# Shingeki no Kyojin (2.ª temporada)
A segunda temporada de Shingeki no Kyojin (進撃の巨人; também conhecido como Attack on Titan), um anime baseado no mangá de mesmo nome escrito e ilustrado por Hajime Isayama, foi produzida pelo Wit Studio e exibida originalmente entre 1 de abril e 17 de junho de 2017 na emissora japonesa MBS. A história cobre os capítulos 35 a 50 do mangá e narra as aventuras de Eren Yeager e seus amigos da Divisão de Reconhecimento, que precisam defender a Muralha Rose dos "titãs", gigantes que comem humanos. No processo, eles descobrem mais sobre os titãs invasores e os segredos sombrios de seus próprios membros.
A segunda temporada de Shingeki no Kyojin foi anunciada para 2016, mas foi postergada para abril de 2017. Masashi Koizuka foi o diretor, substituindo Tetsuro Araki, que atuou como diretor-chefe. Além da exibição no Japão, os serviços de streaming Crunchyroll e Funimation transmitiram a temporada simultaneamente.
A música-tema de abertura é "Shinzou wo Sasageyo!" (心 臓 を 捧 げ よ!), da Linked Horizon, enquanto "Yuugure no Tori" (夕 暮 れ の 鳥) da banda Shinsei Kamattechan serviu como a música de encerramento.

## Dubladores
Esta é a lista de dubladores da temporada.
| Personagens principais - Yūki Kaji como Eren Yeager - Marina Inoue como Armin Arlert - Yui Ishikawa como Mikasa Ackerman | Personagens recorrentes - Daisuke Ono como Erwin Smith - Hiro Shimono como Connie Springer - Hiroshi Kamiya como Levi - Kenjiro Tsuda como Hannes - Kishō Taniyama como Jean Kirschtein - Romi Park como Hange Zoë - Saki Fujita como Ymir - Shiori Mikami como Krista Lenz - Takehito Koyasu como Titã Bestial - Tomohisa Hashizume como Bertholdt Hoover - Yoshimasa Hosoya como Reiner Braun - Yū Kobayashi como Sasha Blouse - Yu Shimamura como Annie Leonhart |

## Episódios
| N.º geral | N.º temp. | Título em português (Título original)                                      | Dirigido por                                                  | Escrito por      | Exibição original   |
| --- | --------- | -------------------------------------------------------------------------- | ------------------------------------------------------------- | ---------------- | ------------------- |
| 26 | 1         | "Titã Bestial" Transliteração: "Kemono no Kyojin" (em japonês: 獣の巨人)   | Hiroyuki Tanaka                                               | Yasuko Kobayashi | 1 de abril de 2017  |
| Hange Zoë e sua equipe descobrem um titã selado dentro das muralhas. O pastor Nick do Culto da Muralha chega e pede à equipe que o cubra da luz do sol com lençóis. No entanto, Nick se recusa a dizer a Hange por que ele está lá, mesmo depois que ela ameaça matá-lo, levando Hange a suspeitar que há mais titãs escondidos dentro das muralhas. Enquanto isso, Erwin Smith é informado de que a Muralha Rose foi violada e os titãs estão vagando para dentro. Miche Zacharius ordena aos soldados que se espalhem e informem as aldeias próximas e a capital sobre os titãs enquanto ele fica para trás para atrasá-los. Miche ganha tempo e se prepara para escapar, mas é capturado por um titã bestial, que tem aparência de um macaco e é capaz de falar. Miche hesita em responder quando o titã pergunta sobre seu equipamento de mobilidade omnidirecional, então o titã tira seu equipamento e o deixa para ser comido pelos outros titãs. |           |                                                                            |                                                               |                  |                     |
| 27 | 2         | "Estou em Casa" Transliteração: "Tadaima" (em japonês: ただいま)           | Yoshihide Ibata                                               | Yasuko Kobayashi | 8 de abril de 2017  |
| Armin Arlelt e Hange deduzem que os titãs dentro das muralhas fornecem sua força. Quando a Divisão de Reconhecimento parte para lidar com os titãs na Muralha Rose, Hange leva o pastor Nick junto, com a intenção de obter mais informações dele. Enquanto isso, Sasha Braus corre para a vila de Dauper para avisar seu pai e os outros moradores sobre os titãs. Ela encontra a vila deserta, exceto por uma mulher sendo comida por um titã e sua filha próxima em estado de choque. Sasha pega a garota e foge, mas elas são perseguidas pelo titã. Decidindo ficar e lutar enquanto incita a garota a fugir, Sasha consegue cegar o titã com suas flechas e um grupo de aldeões, incluindo seu pai e a garota, retorna para buscá-la. Enquanto isso, Conny Springer e seu grupo chegam a Ragako, descobrindo que o lugar já havia sido atacado por titãs. Ao chegar em sua casa, Conny descobre um titã de costas preso dentro dela, e ele se pergunta como ele foi capaz de viajar para tão longe das muralhas já que suas pernas parecem fracas demais para suportar seu corpo. |           |                                                                            |                                                               |                  |                     |
| 28 | 3         | "Para Sudoeste" Transliteração: "Nansei e" (em japonês: 南西へ)            | Kenji Imura                                                   | Hiroshi Seko     | 15 de abril de 2017 |
| Conny descobre que sua família ainda pode estar viva, já que não há vestígios de carnificina. Enquanto se prepara para ir embora, Conny se assusta quando o titã em sua casa sussurra para ele recebendo-o de volta. Em outro lugar, Christa Lenz diz a Ymir para não se preocupar com ela quando esta pede para ao seus superiores para deixarem a missão. Ambos os grupos eventualmente se encontram à noite, descobrindo que nenhuma brecha ocorreu nas muralhas, decidindo então descansar no Castelo Utgard. Enquanto isso, Eren Yeager aprende com Hange que ele poderia selar o buraco na muralha do distrito de Shiganshina se conseguisse cristalizar sua pele de titã como Annie Leonhart faz, visto que este é o mesmo material das muralhas. O pastor Nick finalmente revela a Hange que Christa é a chave para encontrar todas as respostas. Logo depois, Sasha chega e entrega a Hange um pergaminho de Erwin, aconselhando ela e os escoteiros a irem para o Castelo Utgard. Nesse ínterim, o titã bestial lidera os outros titãs para atacar o lugar. |           |                                                                            |                                                               |                  |                     |
| 29 | 4         | "Soldado" Transliteração: "Heishi" (em japonês: 兵士)                      | Hitomi Ezoe                                                   | Hiroshi Seko     | 22 de abril de 2017 |
| Duas horas antes do ataque dos titãs no Castelo Utgard, os cadetes descansam enquanto seus superiores vigiam. Conny menciona que o titã que encontrou em Ragako se parecia com sua mãe, mas Ymir não dá importância. Reiner Braun fica desconfiado quando Ymir consegue ler a língua desconhecida em uma lata de comida rotulada como arenque. Os titãs logo aparecem, e os soldados mais velhos os seguram do lado de fora enquanto os novatos se defendem contra titãs menores que invadiram o castelo. No processo, Reiner tem seu braço gravemente ferido após ser mordido por um titã. Quando os titãs são mortos, o titã bestial joga pedaços da Muralha Rose no castelo, matando os cavalos do grupo. Uma segunda onda de titãs posteriormente ataca o castelo, e os soldados seniores são logo dominados e mortos. Enquanto os titãs cercam a torre onde os cadetes desarmados estão, Ymir pula e se transforma em uma titã para honrar uma promessa que ela fez com Christa. |           |                                                                            |                                                               |                  |                     |
| 30 | 5         | "Historia" Transliteração: "Hisutoria" (em japonês: ヒストリア)            | Tetsuya Wakano                                                | Yasuko Kobayashi | 29 de abril de 2017 |
| No passado, Christa e Ymir se perderam em uma nevasca durante seu treinamento de inverno nas montanhas enquanto tentavam salvar seu colega, Daz. Ymir acusou Christa de querer morrer em vez de salvar Daz por motivos altruístas. Ela também sabia que Christa é uma filha ilegítima indesejada da amante de um nobre que foi forçada pelo Culto das Muralhas a mudar seu nome e se juntar ao exército. Ymir então fez Christa prometer que ela deveria viver sua própria vida se ela algum dia revelasse seu verdadeiro nome. De volta ao presente, Ymir se transforma em um pequeno e ágil titã inteligente e luta contra os outros titãs. Christa diz a Ymir para destruir a torre a fim de esmagar os titãs. Quando a torre começa a desabar, Ymir ordena que Christa e os outros se agarrem a ela. Apesar desse esforço, os titãs dominam Ymir, mas Hange e os outros da Divisão de Reconhecimento chegam a tempo de salvar os cadetes. Com o fim da batalha, Christa acha Ymir gravemente ferida e pouco antes desta perder a consciência, Christa revela que seu nome verdadeiro é Historia Reiss. |           |                                                                            |                                                               |                  |                     |
| 31 | 6         | "Guerreiro" Transliteração: "Senshi" (em japonês: 戦士)                    | Hiroyuki Tanaka                                               | Hiroshi Seko     | 6 de maio de 2017   |
| A Divisão de Reconhecimento se prepara para levar Ymir ao distrito de Trost para atendimento médico. Mais tarde, Hannes chega com seu grupo e relata que as muralhas nunca foram violadas. Antes de partir para Trost, Eren descobre que Reiner e Bertholdt Hoover são o Titã Blindado e o Titã Colossal, respectivamente. Reiner explica que a missão de destruir toda a humanidade pode ser evitada se Eren simplesmente se juntar a eles. Doze horas antes, no distrito de Ehrmich, Hange explica que o pergaminho recebido por Sasha continha um relato de antecedentes sobre Annie, sugerindo uma conexão com Reiner e Bertholdt, já que os três são da mesma área, mas, por outro lado, têm pouca informação disponível. A Divisão de Reconhecimento finalmente percebeu que eles podem ter ajudado Annie a encontrar a localização de Eren dentro da formação durante a 57.ª expedição além das muralhas. Portanto, Hange ordenou que os outros ficassem de olho em Reiner e Bertholdt sem levantar suspeitas. De volta ao presente, Reiner e Bertholdt se transformam em titãs e o titã blindado agarra Eren e desliza pela parede enquanto o titã colossal agarra Ymir. Sentindo-se traído, Eren se transforma e começa a lutar. |           |                                                                            |                                                               |                  |                     |
| 32 | 7         | "Corpo a Corpo" Transliteração: "Da - Tō - Kyoku" (em japonês: 打・投・極) | Takayuki Hirao                                                | Hiroshi Seko     | 13 de maio de 2017  |
| Enquanto Eren e o titã blindado se envolvem na batalha, o titã colossal engole Ymir. Hange e os outros soldados avançam para um ataque, mas o titã colossal libera uma enorme quantidade de vapor, ferindo vários soldados e evitando novos ataques. O titã blindado ganha a vantagem em sua luta contra Eren, mesmo tendo a ajuda de sua irmã adotiva Mikasa Ackermann. No entanto, Eren usa técnicas de combate corpo-a-corpo que aprendeu com Annie durante a época de treinamento, permitindo-lhe causar sérios danos ao titã blindado. Eren obedece quando Armin implora que ele recue para a muralha para sua própria segurança. Enquanto o titã blindado ataca Eren mais uma vez, este utiliza técnicas de luta aconselhadas por Hange para superar sua desvantagem de força. Eren quase consegue decapitar o titã blindado e tirar Reiner de dentro, mas ele ruge pedindo ajuda e o titã colossal começa a se deteriorar e despenca em direção a Eren e o titã blindado. |           |                                                                            |                                                               |                  |                     |
| 33 | 8         | "Os Caçadores" Transliteração: "Oumono" (em japonês: 迫う者)               | Yūmi Kawai                                                    | Yasuko Kobayashi | 20 de maio de 2017  |
| O titã colossal atinge o solo, liberando uma grande quantidade de vapor. O titã blindado se liberta e extrai Eren de seu titã, enquanto Bertholdt carrega Ymir, ainda inconsciente, e usa um equipamento de mobilidade omnidirecional roubado para ir embora com o titã blindado. Erwin logo chega com reforços e Hange postula que Reiner e Bertholdt podem procurar a Floresta de Árvores Gigantes nas proximidades para descansar com segurança até o anoitecer, assumindo que seu objetivo é ir para fora da Muralha Maria. Eren e Ymir acordam na floresta enquanto seus corpos começam a regenerar seus membros, enquanto Reiner e Bertholdt cuidam deles. A Divisão de Reconhecimento parte para a Muralha Rose para montar uma operação de resgate. |           |                                                                            |                                                               |                  |                     |
| 34 | 9         | "Abertura" Transliteração: "Kaikō" (em japonês: 開口)                      | Yoshihide Ibata                                               | Yasuko Kobayashi | 27 de maio de 2017  |
| Na Floresta de Árvores Gigantes, Ymir aponta para Eren que Reiner e Bertholdt roubaram seu equipamento de mobilidade omnidirecional. Estes dois revelam que planejam os levar para sua cidade natal, mas estão esperando até o anoitecer quando os titãs ao redor não podem se mover. Reiner começa a divagar sobre seu dever como soldado e como guerreiro, e Ymir deduz que há confusão entre sua personalidade secreta e real. Reiner no entanto usa a preocupação de Ymir com a segurança de Christa para colocar ela contra Eren. A discussão é interrompida com a chegada da Divisão de Reconhecimento. |           |                                                                            |                                                               |                  |                     |
| 35 | 10        | "Crianças" Transliteração: "Kodomotachi" (em japonês: 子供達)              | Kenji Imura                                                   | Hiroshi Seko     | 3 de junho de 2017  |
| A pedido de Hange, Moblit Berner vai até Ragako e reconhece o titã com deficiência como a mãe de Conny depois de ver um retrato dos pais do garoto. Em um flashback, Ymir foi adorada por um culto quando criança por supostamente fazer parte de uma realeza. O culto foi posteriormente apreendido e punido por soldados e Ymir foi injetada com algo e atirada de uma parede, resultando em sua transformação em um titã sem inteligência. Ela ficou assim durante os 60 anos seguintes, quando comeu Marcel, um amigo de infância de Reiner, Bertholdt e Annie, que a devolveu à sua forma humana. Ela percebeu que sua liberdade de aceitar sua verdadeira identidade foi o motivo de ter desenvolvido tanta empatia por Christa. No presente, Ymir convence Reiner e Bertholdt a permitir que ela se transforme em sua forma de titã e leve Christa com eles. Quando a Divisão de Reconhecimento entra na floresta, Ymir encontra e engole Christa antes de se juntar a Reiner e Bertholdt. Reiner se transforma no titã blindado, enquanto Bertholdt, Eren e Ymir sobem em seus ombros, enquanto fogem na orla da floresta com a Divisão os perseguindo.                                                                           |           |                                                                            |                                                               |                  |                     |
| 36 | 11        | "Investida" Transliteração: "Totsugeki" (em japonês: 突撃)                 | Hiroyuki Tanaka Yasuhiro Akamatsu                             | Hiroshi Seko     | 10 de junho de 2017 |
| Enquanto o titã blindado foge, Ymir regurgita Christa e sai de sua forma de titã para explicar suas ações. A Divisão de Reconhecimento se aproxima do titã blindado, mas Mikasa é derrotada quando ele a impede de atacar Bertholdt e salvar Eren. Os outros cadetes chegam para argumentar com Bertholdt, mas ele confessa que não há como voltar atrás em sua missão, apesar de serem seus amigos. Erwin usa a si mesmo como isca para atrair um grupo de titãs que atacavam a Divisão durante a perseguição ao titã blindado, e os soldados são ordenados a espalhar sua formação e atacar os titãs. O titã blindado é consequentemente atacado pelos titãs, forçando-o a se defender e libertar Eren e Bertholdt. Armin, Erwin e Mikasa trabalham juntos para distrair Bertholdt, libertar Eren e resgatá-lo. Conny e Sasha recuperam Christa e explicam que Ymir está mentindo sobre suas ações. A Divisão é impedida de recuar quando o titã blindado joga outros titãs neles, derrubando Eren e Mikasa de seus cavalos. Os dois então ficam cara a cara com a titã sorridente, a mesma que comeu a mãe deles. |           |                                                                            |                                                               |                  |                     |
| 37 | 12        | "Grito" Transliteração: "Sakebi" (em japonês: 叫び)                        | Satonobu Kikuchi Takayuki Hirao Tetsurō Araki Yoshihide Ibata | Yasuko Kobayashi | 17 de junho de 2017 |
| Enquanto o titã blindado lança mais titãs contra a Divisão, Hannes se sacrifica para proteger Eren e Mikasa da titã sorridente. Depois que Eren não consegue se transformar, ele se frusta e dá um soco nela, ativando um poder desconhecido dentro dele que faz com que os titãs ao redor a devorem. Ymir percebe que Reiner e Bertholdt querem Eren porque ele possui a Coordenada, a habilidade de controlar outros titãs. Os escoteiros sobreviventes escapam depois que Eren faz com que os titãs vão atrás do titã blindado. Ymir decide deixar Christa para salvar ele e Bertholdt dos titãs. Uma semana depois, Hange e Conny fazem um relatório para Erwin, Levi e Dot Pixis, o qual revela que os titãs que apareceram dentro da Muralha Rose eram os cidadãos de Ragako. Lembrando-se de quantos morreram para resgatá-lo, Eren promete usar seu novo poder para ajudar a humanidade, enquanto Erwin está determinado a aprender mais sobre a verdade por trás dos titãs. Em outro lugar, o titã bestial observa do topo da Muralha Maria, enquanto um homem loiro misterioso com óculos emerge de suas costas proferindo as palavras "ainda não".                                                                             |           |                                                                            |                                                               |                  |                     |

## Produção e exibição
Uma segunda temporada de Shingeki no Kyojin foi anunciada em 21 de novembro de 2014 e estava originalmente programado para ser lançada em 2016. No entanto, em 8 de maio de 2016, a Selecta Visión, distribuidora oficial do anime na Espanha, revelou que a temporada havia sido adiada para 2017, de acordo com informações recebidas da Kodansha, que é responsável por publicar o mangá. A edição de janeiro de 2017 da revista Bessatsu Shōnen Magazine finalmente anunciou que a a segunda temporada estrearia em abril de 2017. Masashi Koizuka dirigiu a segunda temporada, enquanto Tetsurō Araki, diretor da primeira temporada, atuou como diretor-chefe. Produzido pelo Wit Studio, a temporada teve 12 episódios, exibidos entre de 1 de abril de 2017 a 17 de junho de 2017 na MBS TV e posteriormente em outras redes de televisão. Um filme de compilação recapitulando os eventos da segunda temporada, intitulado Attack on Titan: The Roar of Awakening (「進撃の巨人」 ～覚醒の咆哮～, Shingeki no Kyojin ~Kakusei no Hōkō~), foi lançado em 13 de janeiro de 2018.
A estreia da temporada foi transmitida simultaneamente na Funimation e Crunchyroll. As duas plataformas transmitiram toda a segunda temporada em seus respectivos sites. Esta foi a primeira temporada a estar disponível no Brasil através do Crunchyroll. Posteriormente, a série também ganhou uma dublagem em português brasileiro no site da Funimation que foi realizada pelo estúdio Dubrasil.

## Música
O tema de abertura da temporada é "Shinzou wo Sasageyo!" (心 臓 を 捧 げ よ!), da Linked Horizon,  e o tema de encerramento é "Yuugure no Tori" (夕 暮 れ の 鳥) da banda Shinsei Kamattechan.
Hiroyuki Sawano compôs a trilha sonora da segunda temporada. Foi lançada em dois CDs em 7 de junho de 2017 pela Pony Canyon.

### Lista de faixas
Todas as faixas foram compostas por Hiroyuki Sawano.
Todas as músicas compostas por Hiroyuki Sawano.
| Trilha Sonora de Shingeki no Kyojin - CD1 |                                                                                      |                                 |         |  |
| N.º                                       | Título                                                                               | Artista(s)                      | Duração |  |
| 1.                                        | "Barricades"                                                                         | yosh Gemie mpi                  | 3:41    |  |
| 2.                                        | "APETITAN"                                                                           |                                 | 5:31    |  |
| 3.                                        | "YouSeeBIGGIRL/T:T" (YmirBIGGIRL/Titan vs Titan)                                     | Gemie                           | 5:58    |  |
| 4.                                        | "son2seaVer"                                                                         |                                 | 5:22    |  |
| 5.                                        | "Call of Silence"                                                                    | Gemie                           | 2:57    |  |
| 6.                                        | "ERENthe標" (EREN the Coordinate)                                                    |                                 | 6:23    |  |
| 7.                                        | "attack音D" (attack on D)                                                            |                                 | 4:44    |  |
| 8.                                        | "YAMANAIAME"                                                                         | Mica Caldito mpi Mika Kobayashi | 4:27    |  |
| 9.                                        | "2Volt"                                                                              |                                 | 6:46    |  |
| 10.                                       | "進撃st-hrn-egt20130629巨人" (Shingeki Strings-Horns-ElectricGuitar 20130629 Kyojin) |                                 | 5:00    |  |
| 11.                                       | "So ist es immer"                                                                    | Benjamin                        | 4:48    |  |
| 12.                                       | "進撃st-hrn-gt-pf20130629巨人" (Shingeki Strings-Horns-Guitar-Piano 20130629 Kyojin) |                                 | 4:36    |  |
| 13.                                       | "ymniam-orch"                                                                        |                                 | 3:09    |  |
| 14.                                       | "The Reluctant Heroes <MODv>"                                                        | Mica Caldito                    | 4:30    |  |
| 15.                                       | "進撃st-hrn-gt20130629巨人" (Shingeki Strings-Horns-Guitar 20130629 Kyojin)          |                                 | 4:12    |  |
| 16.                                       | "theDOGS"                                                                            | mpi                             | 4:35    |  |
| Duração total:                            | Duração total:                                                                       | Duração total:                  | 1:16:45 |  |

| Trilha Sonora de Shingeki no Kyojin - CD2 |                                                                          |                |         |  |
| N.º                                       | Título                                                                   | Artista(s)     | Duração |  |
| 1.                                        | "進撃pf-medley20130629巨人" (Shingeki Piano Medley 20130629 Kyojin)      |                | 5:06    |  |
| 2.                                        | "EMAymniam"                                                              |                | 5:31    |  |
| 3.                                        | "進撃pf20130218巨人" (Shingeki Piano 20130218 Kyojin)                    |                | 4:40    |  |
| 4.                                        | "進撃gt20130218巨人" (Shingeki Guitar 20130218 Kyojin)                   |                | 2:31    |  |
| 5.                                        | "TWO-lives"                                                              |                | 4:57    |  |
| 6.                                        | "進撃st20130629巨人" (Shingeki Strings 20130629 Kyojin)                  |                | 5:25    |  |
| 7.                                        | "進撃vn-pf20130524巨人" (Shingeki Violin-Piano 20130524 Kyojin)          |                | 3:23    |  |
| 8.                                        | "ymniam-MKorch"                                                          | Mika Kobayashi | 2:36    |  |
| 9.                                        | "進撃pf-adlib-c20130218巨人" (Shingeki Piano Adlib on c 20130218 Kyojin) |                | 3:53    |  |
| 10.                                       | "進撃pf-adlib-b20130218巨人" (Shingeki Piano Adlib on b 20130218 Kyojin) |                | 2:50    |  |
| 11.                                       | "進撃vc-pf20130218巨人" (Shingeki Cello-Piano 20130218 Kyojin)           |                | 6:11    |  |
| 12.                                       | "TheWeightOfLives"                                                       |                | 7:20    |  |
| 13.                                       | "YAMANAIAME <FMv>"                                                       | Mica Caldito   | 4:28    |  |
| 14.                                       | "AOTs2M他1"                                                              |                | 4:10    |  |
| 15.                                       | "AOTs2M他2"                                                              |                | 2:08    |  |
| 16.                                       | "AOTs2M他3"                                                              |                | 3:25    |  |
| 17.                                       | "AOTs2M他4"                                                              |                | 4:03    |  |
| Duração total:                            | Duração total:                                                           | Duração total: | 1:09:57 |  |

## Home media

### Lançamento no Japão
| Volume | Volume | Episódios            | Data de lançamento  | Ref.   |
| ------ | ------ | -------------------- | ------------------- | ------ |
|        | 1      | 26-31                | 21 de junho de 2017 | [ 32 ] |
| 2      | 32-37  | 18 de agosto de 2017 | [ 33 ]              |        |